# AFC Challenge Cup 2008
AFC Challenge Cup 2008 był 2. edycją turnieju dla najmniej rozwiniętych piłkarskich państw AFC, tak zwanej "grupy powstającej". Przed rozpoczęciem każdej edycji rozgrywek AFC dokonuje podziału reprezentacji na 3 grupy: rozwinięte, rozwijające się i powstające. Rozgrywany był w dniach 30 lipca – 13 sierpnia 2008. Uczestniczyło w nim 8 azjatyckich reprezentacji wyłonionych z kwalifikacji. Od tej edycji zwycięzca turnieju kwalifikuje się do Pucharu Azji.

## Stadiony
- Gachibowli Athletic Stadium
- Ambedkar Stadium
- Lal Bahadur Shastri Stadium

## Zespoły
- Indie – gospodarz
- Korea Północna – automatyczna kwalifikacja
- Mjanma – automatyczna kwalifikacja
- Turkmenistan – automatyczna kwalifikacja
- Sri Lanka – zwycięzca grupy A
- Tadżykistan – zwycięzca grupy B
- Afganistan – zwycięzca grupy C
- Nepal – zwycięzca grupy D

## Wyniki

### Faza grupowa

#### Grupa A
| Reprezentacja | Pkt | M | W | R | P | Br+ | Br- | +/- |
| ------------- | --- | - | - | - | - | --- | --- | --- |
| Indie         | 7   | 3 | 2 | 1 | 0 | 4   | 2   | +2  |
| Tadżykistan   | 5   | 3 | 1 | 2 | 0 | 5   | 1   | +4  |
| Turkmenistan  | 4   | 3 | 1 | 1 | 1 | 6   | 2   | +4  |
| Afganistan    | 0   | 3 | 0 | 0 | 3 | 0   | 10  | -10 |

| 30 lipca 2008 | Turkmenistan | 0:0 | Tadżykistan | Gachibowli Athletic Stadium, Hajdarabad |
|               |              |     |             |                                         |

| 30 lipca 2008 | Indie | 1:0 | Afganistan | Gachibowli Athletic Stadium, Hajdarabad |
|               |       |     |            |                                         |

| 1 sierpnia 2008 | Tadżykistan | 1:1 | Indie | Gachibowli Athletic Stadium, Hajdarabad |
|                 |             |     |       |                                         |

| 1 sierpnia 2008 | Afganistan | 0:5 | Turkmenistan | Gachibowli Athletic Stadium, Hajdarabad |
|                 |            |     |              |                                         |

| 3 sierpnia 2008 | Turkmenistan | 1:2 | Indie | Gachibowli Athletic Stadium, Hajdarabad |
|                 |              |     |       |                                         |

| 3 sierpnia 2008 | Afganistan | 0:4 | Tadżykistan | Lal Bahadur Shastri Stadium, Hajdarabad |
|                 |            |     |             |                                         |

#### Grupa B
| Reprezentacja  | Pkt | M | W | R | P | Br+ | Br- | +/- |
| -------------- | --- | - | - | - | - | --- | --- | --- |
| Korea Północna | 9   | 3 | 3 | 0 | 0 | 5   | 0   | +5  |
| Mjanma         | 6   | 3 | 2 | 0 | 1 | 6   | 2   | +4  |
| Nepal          | 3   | 3 | 1 | 0 | 2 | 3   | 4   | -1  |
| Sri Lanka      | 0   | 3 | 0 | 0 | 3 | 1   | 9   | -8  |

| 31 lipca 2008 | Korea Północna | 3:0 | Sri Lanka | Gachibowli Athletic Stadium, Hajdarabad |
|               |                |     |           |                                         |

| 31 lipca 2008 | Mjanma | 3:0 | Nepal | Gachibowli Athletic Stadium, Hajdarabad |
|               |        |     |       |                                         |

| 2 sierpnia 2008 | Sri Lanka | 1:3 | Mjanma | Gachibowli Athletic Stadium, Hajdarabad |
|                 |           |     |        |                                         |

| 2 sierpnia 2008 | Nepal | 0:1 | Korea Północna | Gachibowli Athletic Stadium, Hajdarabad |
|                 |       |     |                |                                         |

| 4 sierpnia 2008 | Korea Północna | 1:0 | Mjanma | Lal Bahadur Shastri Stadium, Hajdarabad |
|                 |                |     |        |                                         |

| 4 sierpnia 2008 | Nepal | 3:0 | Sri Lanka | Gachibowli Athletic Stadium, Hajdarabad |
|                 |       |     |           |                                         |

### Faza pucharowa

#### Półfinały
| 7 sierpnia 2008 | Indie | 1:0 | Mjanma | Gachibowli Athletic Stadium, Hajdarabad |
|                 |       |     |        |                                         |

| 7 sierpnia 2008 | Korea Północna | 0:1 | Tadżykistan | Gachibowli Athletic Stadium, Hajdarabad |
|                 |                |     |             |                                         |

#### Mecz o 3. miejsce
| 13 sierpnia 2008 | Mjanma | 0:4 | Korea Północna | Ambedkar Stadium, Nowe Delhi |
|                  |        |     |                |                              |

#### Finał
| 13 sierpnia 2008 | Indie | 4:1 | Tadżykistan | Ambedkar Stadium, Nowe Delhi |
|                  |       |     |             |                              |

| AFC Challenge Cup 2008 |
| ---------------------- |
| INDIE 1. TYTUŁ         |

## Nagrody
| MVP             | Złoty But     | Fair Play |
| --------------- | ------------- | --------- |
| Baichung Bhutia | Pak Song-Chol | Indie     |

## Strzelcy
| 6 goli - Pak Song-Chol 4 gole - Sunil Chhetri - Yusuf Rabiev - Guwançmuhammet Öwekow 3 gole - Baichung Bhutia 2 gole - Soe Myat Min - Ro Hak-Su 1 gol - Climax Lawrence - Myo Min Tun - Si Thu Win - Yan Paing - Yazar Win Thein - K.C. Anjan - Ju Manu Rai - Santosh Shahukhala - Kasun Jayasuriya - Fathullo Fathullojew - Dzhomikhon Mukhidinov - Davronjon Tukhtasunov - Vyacheslav Krendelev - Ýusup Orazmämmedow Gole samobójcze - Madushka Peiris (dla Korei Północnej) - Alisher Tuychiev (dla Indii) |